# Élise Legrout
Élise Legrout, née le 12 août 1997 à Dieppe, est une footballeuse française évoluant au poste de milieu de terrain à l'AS Saint-Étienne.

## Carrière

### Carrière en club
Élise Legrout évolue dans sa jeunesse au Cercle amical longuevillais et au FC Dieppe. En 2012, elle rejoint le Pôle Espoir de Liévin et joue à l'Arras Football Club Féminin avec lequel elle réalise ses débuts en première division lors de la saison 2014-2015. Elle devient joueuse du FCF Juvisy en 2015. En manque de temps de jeu, elle redescend en D2 deux ans plus tard, à la VGA Saint-Maur, et réalise une saison pleine.
À l'été 2018, elle décide de rejoindre les États-Unis pour concilier les études et le football. Elle rejoint l'université du centre de la Floride à Orlando pour préparer un Master 2 interdisciplinaire (management, marketing et communication notamment) et intègre dans le même temps les Knights de l'UCF. Bénéficiant d'infrastructures remarquables, elle progresse dans la vitesse et l'explosivité. En janvier 2020, elle se présente à la Draft de la NWSL mais n'est pas retenue.
En juin 2020, elle est de retour en France et signe au Havre Athletic Club pour se consacrer intégralement au football.
Durant le mois de juillet 2022, elle signe à l’ AS Saint-Étienne. Ses bonnes performances en début de saison lui permettent de vite devenir une titulaire importante de l’équipe, et elle reçoit logiquement le brassard de capitaine en octobre 2022 . Elle ne quitte presque plus son brassard depuis.

### Carrière en sélection
Elle compte deux sélections avec l'équipe de France des moins de 17 ans en 2013 et quatorze sélections en équipe de France des moins de 19 ans entre 2015 et 2016 (avec deux buts marqués).

## Palmarès
Avec la sélection nationale, elle remporte le championnat d'Europe des moins de 19 ans 2016.

## Statistiques
| Saison                | Club                  | Championnat           | Championnat | Championnat | Coupe(s) nationale(s) | Coupe(s) nationale(s) | Total | Total |
| Saison                | Club                  | Division              | M.          | B.          | M.                    | B.                    | M.    | B.    |
| 2014-2015             | Arras FCF             | Division 1            | 3           | 0           | 0                     | 0                     | 3     | 0     |
| Sous-total            | Sous-total            | Sous-total            | 3           | 0           | 0                     | 0                     | 3     | 0     |
| 2015-2016             | FCF Juvisy            | Division 1            | 1           | 0           | 0                     | 0                     | 1     | 0     |
| 2016-2017             | FCF Juvisy            | Division 1            | 1           | 0           | 0                     | 0                     | 1     | 0     |
| Sous-total            | Sous-total            | Sous-total            | 2           | 0           | 0                     | 0                     | 2     | 0     |
| 2017-2018             | VGA Saint-Maur        | Division 2            | 21          | 1           | 1                     | 0                     | 22    | 1     |
| Sous-total            | Sous-total            | Sous-total            | 21          | 1           | 1                     | 0                     | 22    | 1     |
| 2018                  | Knights d'UCF         | The American          | 18          | 0           | -                     | -                     | 18    | 0     |
| 2019                  | Knights d'UCF         | The American          | 18          | 1           | -                     | -                     | 18    | 1     |
| 2020                  | Knights d'UCF         | The American          | -           | -           | -                     | -                     | 0     | 0     |
| Sous-total            | Sous-total            | Sous-total            | 36          | 1           | 0                     | 0                     | 36    | 1     |
| 2020-2021             | Le Havre AC           | Division 1            | 17          | 0           | 1                     | 0                     | 18    | 0     |
| 2021-2022             | Le Havre AC           | Division 2            | 0           | 0           | 2                     | 0                     | 2     | 0     |
| Sous-total            | Sous-total            | Sous-total            | 17          | 0           | 3                     | 0                     | 20    | 0     |
| 2022-2023             | AS Saint-Étienne      | Division 2            | 15          | 1           | 2                     | 0                     | 17    | 1     |
| Sous-total            | Sous-total            | Sous-total            | 15          | 1           | 2                     | 0                     | 17    | 1     |
| Total sur la carrière | Total sur la carrière | Total sur la carrière | 94          | 3           | 6                     | 0                     | 100   | 3     |